# Otra cosa
Otra Cosa es el quinto álbum de estudio de la cantante mexicana Julieta Venegas. Se publicó el 16 de marzo de 2010, por Sony Music. El álbum se grabó en todo el 2009, en Casa de Julieta Venegas en la Ciudad de México y en Buenos Aires, Argentina. Fue producido por Julieta Venegas y Cachorro López quien también produjo Limón y sal en (2006). El álbum contiene distintos géneros e instrumentación, lo que lo hace único. iTunes saco a la venta dos versiones de este álbum, la estándar y una versión iTunes LP, siendo la primera artista latina en lanzar un álbum en este formato. Se lanzó en versión LP exclusiva para México.
El título del álbum lo explica ella misma: “Creo que cada momento que vivimos es otra cosa. Distinta a la anterior, porque todo lo que nos sucede es distinto a cada momento, y nosotros somos distintos a cada momento de nuestras vidas. Por lo cual nada se repite: aunque las cosas sucedieran igual, nosotros no somos los mismos. Esta es otra cosa, es otro momento de mi vida, en donde no soy la persona que era antes, ni la que seré más adelante”. Otra Cosa cuenta con colaboraciones de Alejandro Sergi (vocalista del grupo musical Miranda! en la composición y coros en la canción «Bien o Mal» y con el vocalista de Babasónicos, Adrián Dárgelos en la canción de «Debajo de Mi Lengua».
La promoción del álbum involucró tres sencillos: el primer sencillo «Bien o mal» fue lanzado el 18 de enero de 2010, la canción alcanzó entrar al top 10 de la radio en México al igual que en Latinoamérica. En los Estados Unidos alcanzó la posición ocho en la lista del Billboard Latin Pop Airplay, así como el veintiuno en Latin Song y veintiséis en Latin Digital Songs. «Despedida» fue lanzado como segundo sencillo el 11 de mayo del mismo año, catalogada como «La mejor canción del disco» pero por falta de promoción no tuvo el éxito esperado. Después de más de medio año, lanza el 9 de marzo de 2011 «Ya conocerán» como tercer sencillo.
Este álbum tuvo muy buena recepción comercial aun no teniendo una promoción tan grande como los álbumes pasados. Debuta en la posición veintiuno en México, fueron tantas las ventas que a la semana de haber salido se certificó como disco de oro por 30 000 copias vendidas. Número tres en Argentina. En Europa alcanzó la posición diecinueve en Suiza y España y debuta por primera vez en Grecia en el número treinta y nueve. En los Estados Unidos en la lista del Billboard Top Latin Albums en el número 5. El álbum ha vendido más de  2.500.000 copias en todo el mundo. Es nominado a los Premios Grammy por "Best Latin Pop Album". Gana el Premio Grammy Latino por "Mejor Video Versión Corta" por el video musical de «Bien o Mal».

## Producción
En este disco Julieta participa no solo como intérprete sino también como productora. Paulatinamente fue dirigiendo cada uno de los procesos como la selección de las canciones, la elección y dirección de los arreglos, la convocatoria de los músicos ejecutantes y cada uno de los pormenores que conlleva ofrecer un trabajo artístico de calidad.
Este trabajo se compone de innumerables sonidos de guitarras acústicas y eléctricas, sintetizadores, muchos instrumentos de percusión, cavaquinhos, vientos, pianos y los acordeones de siempre. En cuanto a la composición y posterior grabación del disco, la misma Julieta comentó en su blog oficial:
"Tanto la composición como los arreglos los empecé a armar en mi casa, componiendo en el piano, y luego subiendo al cuarto de música que tengo, donde empecé a grabar con la idea de probar cosas, muchas de esas cosas acabaron quedando en el disco, cosa que me encanta, porque resultó algo muy casero, no pensado en la presión del estudio, sino en la tranquilidad de mi casa. No es que tenga un gran estudio, tengo que aclarar, solo un pro tools básico, y muchos instrumentos, esta vez entraron muchos cavaquinhos, percusiones, sintetizadores, acordeón con muchos efectos, cajas de ritmos, en fin, el desarrollo de las ideas fue algo que hice en la soledad, y olvidándome a veces de que estaba preparando un disco. Llegué a componer unas 40 canciones, entre las que hice en mi casa, y después en Buenos Aires, en donde me junté a componer con Ale Sergi (Miranda!), Adrian Dargelos (Babasónicos).... Tenía ganas de escribir con otra gente, después de estar en mi casa un tiempo, era refrescante ver qué podía surgir de sentarme con amigos, tanto Ale como Adrian son muy amigos y tenemos tiempo queriendo hacer cosas juntos, y ahora se dio."
- Amores Platónicos (Autor: Julieta Venegas): "Es básicamente una historia de cómo a veces una idea es mejor que un hecho. A veces una idea de algo que pudo ser te inspira más cosas que algo que sucede. Es una historia que habla sobre alguien que se quedó con las ganas y todo lo que reflexiona al respecto". La canción en si trata sobre los amores platónicos, como son mejores las ideas de amores perfectos y felices que amores reales imperfectos y que te dejan herida.

- Bien o mal (Letra y Música: Julieta Venegas y Alejandro Sergi. Música: Cachorro López): “La escribí con Ale Sergi de Miranda! y habla sobre saber apostar en el amor. Aunque nos dé miedo y no saber si vas por buen camino, siempre es bueno lanzarte y ver qué pasa". La canción trata del azar del amor, como las relaciones pueden ser o buenas o malas pero aun así hay que arriesgarse.

- Despedida (Autor: Julieta Venegas): “Escuchando a José Alfredo Jiménez se me ocurrió este tema. Es sobre despedirte bien de alguien, aceptando que no funcionó, no es una despedida mala onda, pero si no funciona, adiós”. Trata sobre una buena despedida, dejarlo todo sanjado y demostrarle al otro que a pesar de separarse la cantante recuerda lo lindo de la relación.

- Debajo de mi lengua (Autores: Julieta Venegas, Adrián Dárgelos): “La escribí con Adrián Dárgelos de Babasónicos. Yo le mostré un verso y Adrián le hizo el coro. Trata sobre los miedos que te pueden entrar al conocer a una persona y el no saber muy bien si esa persona al conocerte y descubrirte, va a quedarse contigo. Trata un poco sobre la inseguridad de uno como persona”. Habla de los nervios previos a conocer a alguien, de como puede ser lejano a nuestras expectativas o el miedo a que nos guste pero nosotros no, como habla de lo inseguro de sentirnos y lo relaciona con un beso y todo lo que puedes encontrar en eso.

- Revolución (Autor: Julieta Venegas): “Yo tenía ganas de hacer una canción que fuera como de levantar emociones. Creo que tiene que ver no solamente con la revolución que te causa una persona porque la quieres, hablando del amor en general, de cómo el amor de la familia, de los amigos y en particular de una pareja, te levanta y te hace ver el mundo diferente y sus defectos. Habla del amor en general”. Habla de conocer a alguien, de como el mundo cambia nuestra visión de repente y se crea una revolución en nuestra cabeza.

- Otra Cosa (Autor: Julieta Venegas): “Es mucho más como una historia de “esta vez lo voy a hacer bien”. De no cometer los mismos errores de antes, contigo si lo voy a hacer bien”. Habla de intentar algo nuevo con alguien nuevo, de llevar lento lo que antes no supiste manejar, de intentarlo otra vez recordando los errores de la anterior relación para mejorarlo o enmendarlos en esta. Presenta en el violonchelo a Patricio Villarejo, destacado compositor, arreglador y director argentino.

- Original (Autor: Julieta Venegas): “Surgió la idea de las serenatas que ya no existen mucho… y que de chica y joven las viví. Si escuchamos canciones antiguas, ya se dijo todo, no hay nada nuevo, pero realmente creo que cada vez que uno siente algo, otra vez vuelve a ser la primera vez y vuelve a ser original”.

- Ya conocerán (Autor: Julieta Venegas): “Es la triste, es una canción que reflexiona un poco sobre todo lo que vamos perdiendo y que no nos damos cuenta en la vida. Todo el amor que se va quedando a un lado y que vamos dejando que se vaya". Habla de los miedos de no sentirse comprendido luego de un quiebre, de como los demás no saben que se siente al perder algo y como deben sentirlo para poder decirlo, aun así nunca podrán comprenderlo en su totalidad.

- Duda (Autor: Julieta Venegas): "Es una celebración de la duda, es como decir es natural dudar, que a veces no tenga tan claro si decido una cosa o la otra sino que me estoy moviendo. Para ser honesto con uno mismo a veces nos toma más tiempo pues a veces no somos tan certeros. Hasta que no escuchamos nuestro instinto o corazón pues seguimos dando vueltas". Habla de la duda como algo tan natural como el latido del corazón, como dudas en todo hasta que escuchas a tu corazón y sabes lo que siente el otro.

- Si tu no estás (Autor: Julieta Venegas): "Es una canción medio agridulce porque habla sobre como uno se puede ir de viaje o de un lugar y todo lo que está allí sigue moviéndose y sigue cambiando y la vida sigue. Las cosas no se detienen porque no estás ahí". Habla de ella emprendiendo un viaje, conociendo y aprendiendo y dejándose llevar, sabiendo que cuando vuelva al punto inicial nada será como antes pues todo cambia aunque no estemos allí.

- Un lugar (Autor: Julieta Venegas): Me inspiré en una película llamada "Los sin nombre". Es una historia es muy triste y me quedé con la imagen marcada de la gente que busca una vida mejor en un país, de dos personas buscándose un lugar para ellos, es una inspiración de la vida, no de los inmigrantes, pero una historia que puede venir de ahí”.Habla de dos personas, una la invita a su pareja a buscar un lugar para ambos donde sus pasados se borren y solo se sepa su amor y su futuro, un lugar donde escribir la historia a partir de cero.

- Eterno (Autor: Julieta Venegas): “Me divirtió mucho hacer esta canción porque todos los instrumentos los grabé en mi casa, siento que es muy casera. Habla de no querer que se termine un momento en particular, no estás siempre pensando en lo que va a pasar después”.Habla de un beso, como un momento tan perfecto como ese, siempre queda dando vuelta en tu mente, la sensación vuelve cada vez que lo recuerdas y ese momento pasa a ser eterno.

## Promoción
Para la promoción del álbum comienza con su gira Otra Cosa Tour por varias ciudades de México y los Estados Unidos como la presentación en el Anexo:Vive Latino 2010 de la Ciudad de México. Al mismo tiempo siguió en varios países de América Latina y Europa.
Después de un breve receso por su embarazo, regresa a los escenarios con la segunda parte de su gira, comenzado en Madrid, España y continuo con el Otra Cosa Tour US título de su gira por varias ciudad de los Estados Unidos. Retomando el concepto Otra Cosa Tour regresa a Latinoamérica, Brasil y Europa al igual que en México y de nuevo en los Estados Unidos.
A mediado de julio de 2012 comienza su gira European Tour July 2012 donde se presenta en París, Francia, varias ciudades de España y Alemania. Para finalizar la promoción del disco se presenta por primera vez en Cuba y regresa al sur de contienen con una presentación en Ecuador y cierra en Buenos Aires, Argentina.

### Remixes
Como parte de la promoción de la canción, en verano de este año Julieta lanzó una convocatoria llamada "Haz otra cosa este verano"1 dividida en 3 categorías: Remix y Video que consistían en elaborar un remix y un clip del sencillo, y Campaña en la que se calificaba la mejor idea para dar a conocer la canción. El video ganador fue subido en el portal oficial en YouTube.

### Portada y Arte Gráfico
En la portada aparece una fotografía de Julieta con un largo vestido negro plisado tras un fondo del mismo color, detrás de un árbol de bugambilias, hay unas ilustraciones sobrepuestas en toda la portada, de unas grullas, una le tapa la cara a Julieta a modo de antifaz, la contraportada es simplemente el fondo negro con las bugambilias y las grullas, así como la lista de canciones en el centro. En la carátula interior frontal se ve un reflector que muestra a Julieta sosteniendo un conejo blanco, el disco compacto es negro con una especie de tapizado antiguo y un conejo blanco en la parte inferior solo mostrando parte de la cara y las orejas.

## Lista de canciones
| Lista de canciones - edición mundial. |                       |                          |          |  |
| N.º                                   | Título                | Escritor(es)             | Duración |  |
| 1.                                    | «Amores Platónicos»   | Julieta Venegas          | 2:34     |  |
| 2.                                    | «Bien o Mal»          | Venegas, Alejandro Sergi | 2:57     |  |
| 3.                                    | «Despedida»           | Venegas                  | 3:23     |  |
| 4.                                    | «Debajo de Mi Lengua» | Venegas, Adrián Dárgelos | 2:38     |  |
| 5.                                    | «Revolución»          | Venegas                  | 3:23     |  |
| 6.                                    | «Otra Cosa»           | Venegas                  | 2:39     |  |
| 7.                                    | «Original»            | Venegas                  | 3:50     |  |
| 8.                                    | «Ya conocerán»        | Venegas                  | 3:13     |  |
| 9.                                    | «Duda»                | Venegas                  | 3:34     |  |
| 10.                                   | «Si Tú No Estas»      | Venegas                  | 3:02     |  |
| 11.                                   | «Un Lugar»            | Venegas                  | 3:04     |  |
| 12.                                   | «Eterno»              | Venegas                  | 3:45     |  |
| 38:25                                 |                       |                          |          |  |

| Lista de canciones - Edición LP iTunes. |                                                    |                       |          |  |
| N.º                                     | Título                                             | Escritor(es)          | Duración |  |
| 14.                                     | «Bien o mal» (Instituto Mexicano del Sonido Remix) | Venegas, Sergi, López | 3:12     |  |
| 15.                                     | «Bien o mal» (Vídeo musical)                       |                       | 2:55     |  |

## Posicionamiento en listas

### Semanales
| País           | Lista (2010)             | Mejor posición |
| -------------- | ------------------------ | -------------- |
| Argentina      | Argentinian Albums Chart | 3              |
| España         | Spanish Albums Chart     | 19             |
| Estados Unidos | Billboard 200            | 182            |
| Estados Unidos | Top Latin Albums         | 5              |
| Estados Unidos | Latin Pop Albums         | 3              |
| Grecia         | Geek Albums Chart        | 29             |
| México         | Mexican Album Chart      | 12             |
| Suiza          | Swiss Albums Chart       | 19             |

### Anuales
| País   | Lista               | Posición |
| 2010   | 2010                | 2010     |
| ------ | ------------------- | -------- |
| México | Mexican Album Chart | 94       |

### Certificaciones y ventas
| País   | Organismo Certificador | Certificación | Ref.   |
| ------ | ---------------------- | ------------- | ------ |
| México | AMPROFON               |               | [ 16 ] |

## Premios y nominaciones
| Año  | Premio              | Trabajo nominado | Categoría                 | Resultado |
| ---- | ------------------- | ---------------- | ------------------------- | --------- |
| 2010 | Grammy Awards       | Otra Cosa        | Mejor Álbum Pop Latino    | Nominado  |
| 2010 | Grammy Latino       | «Bien o Mal»     | Mejor Vídeo Versión Corta |           |
| 2010 | Lunas del Auditorio | Otra Cosa        | Pop en Español            | Ganador   |